# Aerangis biloba
Aerangis biloba là một loài lan.